# Liste des épisodes d'Il était une fois... notre Terre
 (juillet 2022).
Si vous disposez d'ouvrages ou d'articles de référence ou si vous connaissez des sites web de qualité traitant du thème abordé ici, merci de compléter l'article en donnant les références utiles à sa vérifiabilité et en les liant à la section « Notes et références ».
La liste des épisodes d'Il était une fois... notre Terre donne la liste des épisodes de la série Il était une fois... notre Terre. Chaque épisode est composé de 2 segments d'environ 12 minutes.
1. Les Héritiers de la planète / Le transport miracle
  - Résumé : Révoltés par les crises économiques et écologiques quelques élèves d'un lycée, parmi eux Pierrot, Psi, Pierrette, Jambo, Teigneux et Grumeau, décident de se réunir et de créer un journal. Ils demandent de l'aide à Maestro qui leur fournit un local, des conseils et un moyen de visiter le monde.
2. Climat : le Grand Nord / Au Grand Nord
3. L'eau précieuse en Inde / Vers Calcutta
4. L'eau précieuse du Sahel / Lutter contre le désert
5. La forêt amazonienne / Dans la canopée
6. Nos énergies s'épuisent / L'énergie nucléaire
7. Le commerce équitable / Le micro-crédit
8. La mer Poubelle / Vers les abysses
9. Les écosystèmes (partie 1)  / Les écosystèmes (partie 2)
10. L'eau précieuse dans le monde / L'eau ne tombe pas du ciel
11. La pauvreté dans le monde / La pauvreté en Afrique
12. Forêts du monde / Au Congo
13. La pêche abusive / Les brigands des mers
14. Climat : origines / Le climat : son histoire
15. L'agriculture / La grande ferme et la petite ferme
16. La biodiversité / Dans la jungle
17. Climat : les effets / Le passage par le Nord
18. Le recyclage / Horizon zéro déchets
19. Les femmes dans le monde (partie 1) / Les femmes dans le monde (partie 2)
20. Enfants au travail - Enfants soldats / Enfants perdus et retrouvés
21. Énergie : des solutions / Vive le soleil
22. La maison et la ville / Villes propres
23. Climat : les solutions / Informer et convaincre
24. Santé, éducation / L'éducation
25. Technologies / Au service de notre terre
26. Et demain ? / Vers les grands cieux